# El Tovar Stables

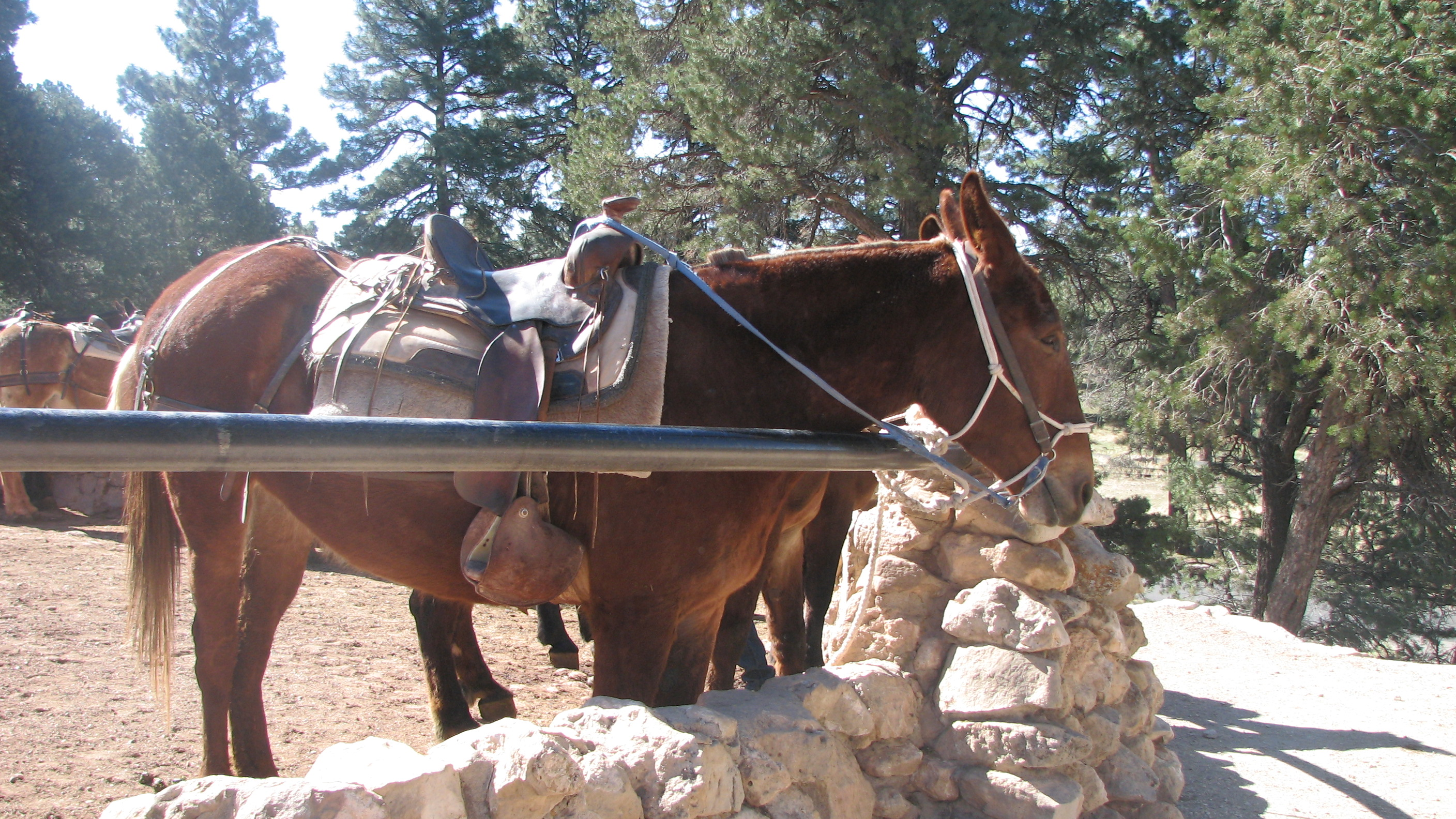
Mulåsna med packning vid El Tovar Stables

El Tovar Stables är byggnader vid South Rim i Grand Canyon Village i Arizona i USA, som uppfördes 1904 för vara stall för hästar och mulåsnor samt vagnslider. 
Tre byggnader uppfördes av Atchison, Topeka and Santa Fe Railway för El Tovar Hotels skjutsningsservice och för dess mulåsneridningar med turister ned i kanjon: ett häststall och vagnslider, ett mulåsnestall samt ett hovslageri och sadelverkstad. De ritades av anställda vid Fred Harvey Company, som drev hotellet. Efter det att bilar ersatt hästekipage, flyttades mulåsnorna på 1950-talet från mulåsnestallet till den större häststallsbyggnaden.

## Bildgalleri

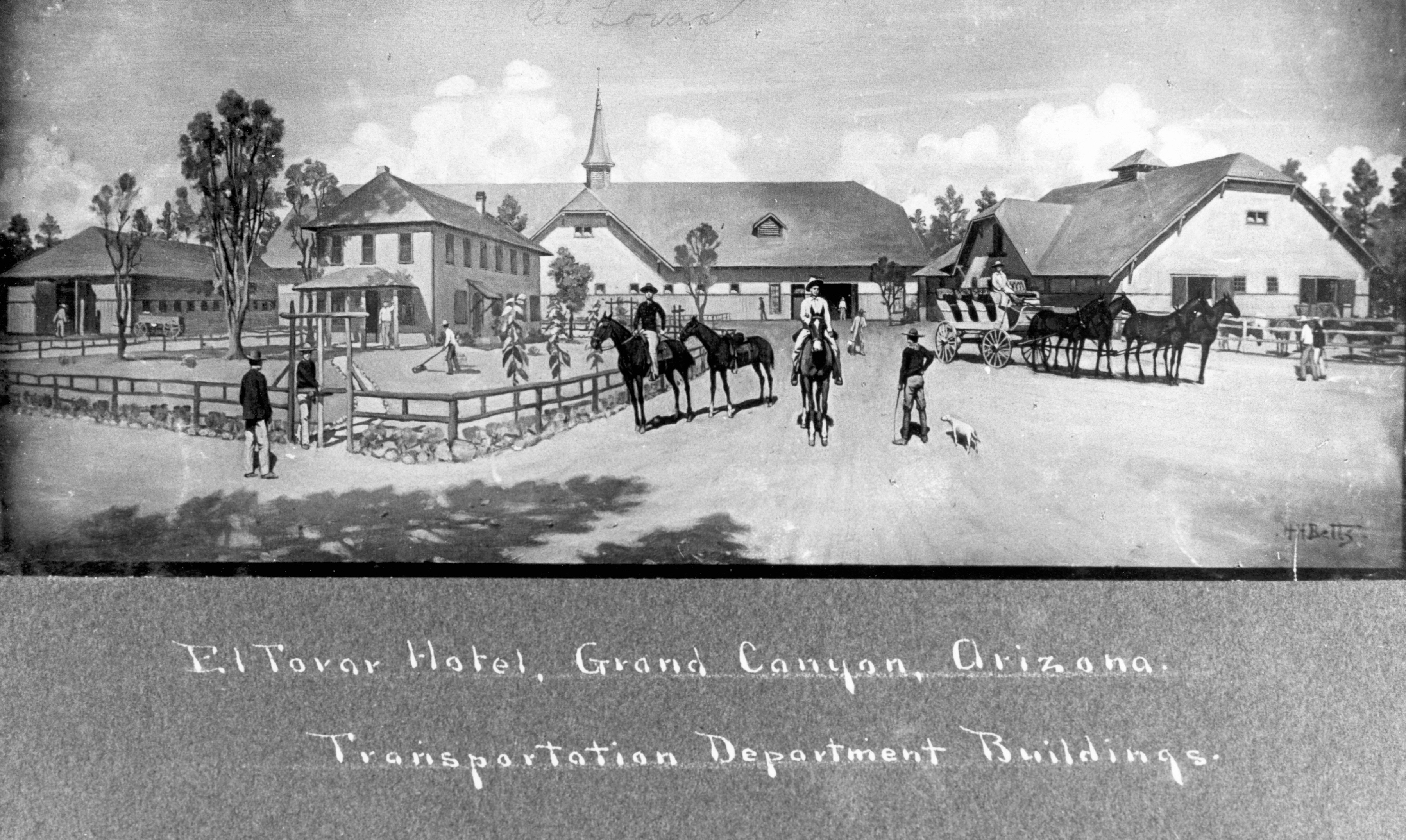
Förslag till stallområde, 1905 Teckningen inkluderar det ej byggda Shirle Hall Dormitory.
Village Loop Drive med El Tovar Stables
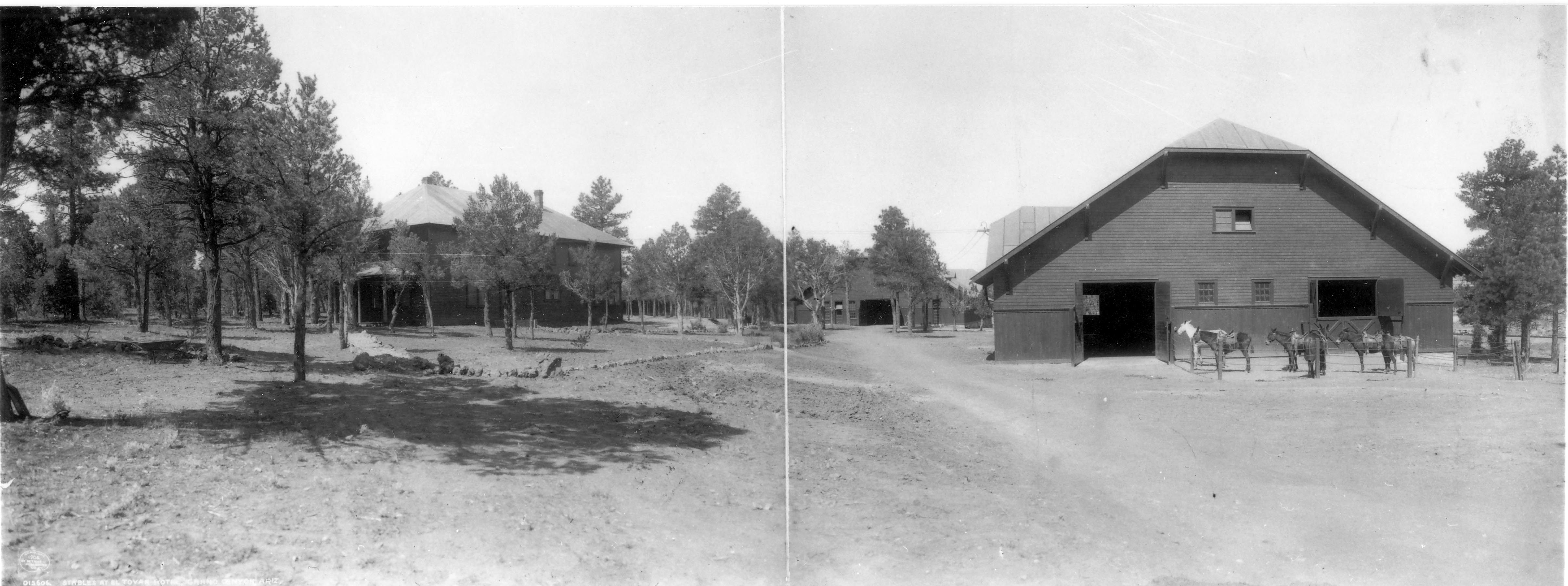
El Tovar Stables, 2014
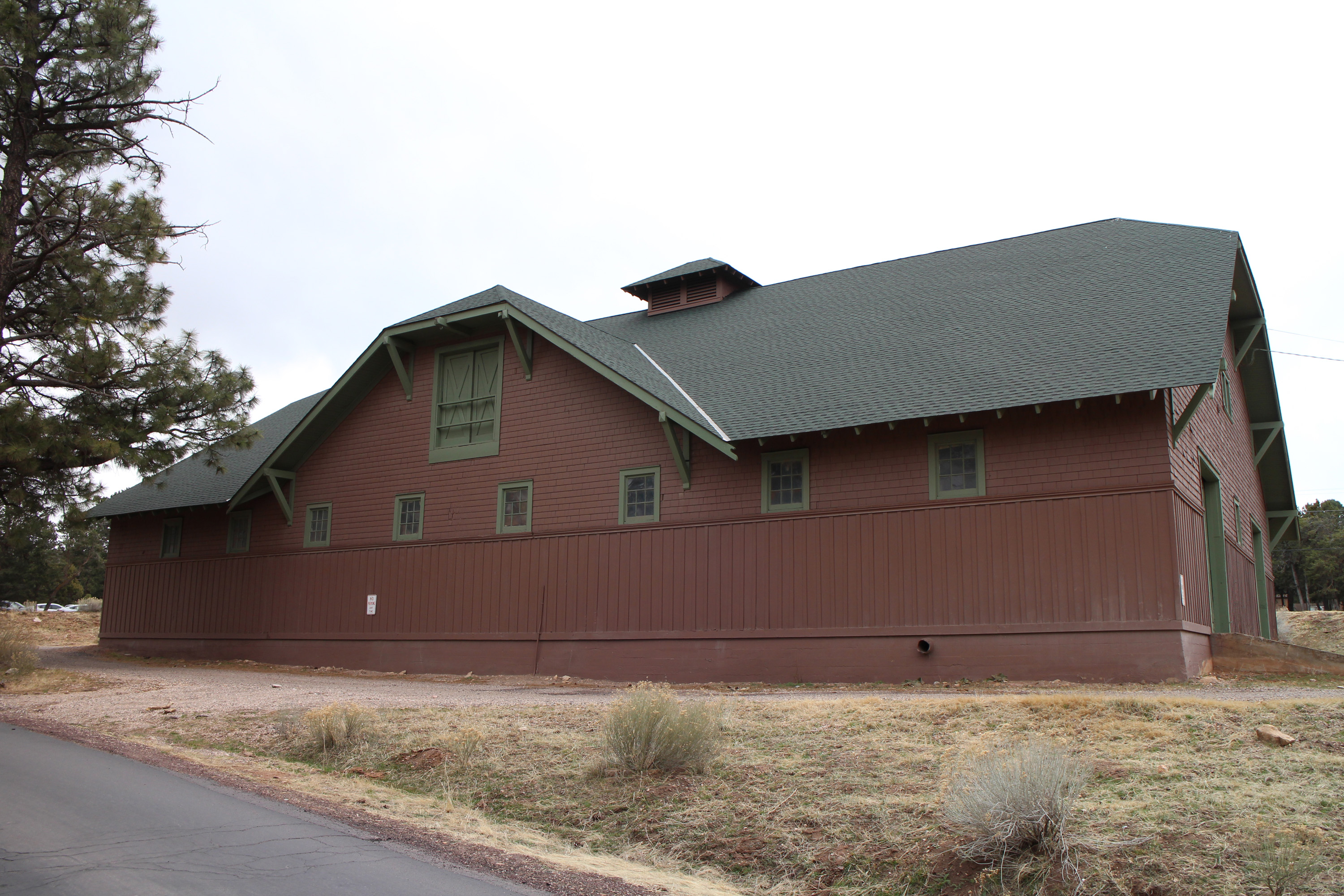
Mulåsnestallet